# 플랑드르 백작 필리프 왕자
필리프 드 벨지크 왕자 겸 드 작센 공작 겸 작센코부르크고타 공자 겸 플랑드르 백작(프랑스어: Philippe de Belgique, duc de Saxe, prince de Saxe-Cobourg et Gotha, comte de Flandre, 본명: 필리프 외젠 페르디낭 마리 클레망 보두앵 레오폴 조르주(Philippe Eugène Ferdinand Marie Clément Baudouin Léopold Georges), 1837년 3월 24일 ~ 1905년 11월 17일)은 벨기에의 왕자이자 플랑드르 백작(재위: 1840년 12월 14일 ~ 1905년 11월 17일)이다.
브뤼셀 인근에 위치한 라컨궁에서 레오폴 1세 국왕과 루이즈마리 도를레앙 왕비의 셋째 아들로 태어났다. 1840년 12월 14일에는 플랑드르 백작 칭호를 받았고 18번째 생일인 1855년 3월 24일에는 레오폴 훈장 대십자장을 수여받았다.
1866년 루마니아에서 알렉산드루 이오안 쿠자 공작이 퇴위하자 루마니아의 후임 공작 후보자로 거론되었지만 거절하였다. 1867년 4월 25일에 베를린에서 호엔촐레른지크마링겐의 마리와 결혼했으며 슬하에 2남 3녀를 두었다.

## 자녀
| 사진 | 이름                      | 생일             | 사망                   | 기타                                       |
| ---- | ------------------------- | ---------------- | ---------------------- | ------------------------------------------ |
|      | 벨기에 왕자 보두앵        | 1869년 6월 3일   | 1891년 1월 21일 (21세) | 요절                                       |
|      | 벨기에 공주 앙리에트      | 1870년 11월 30일 | 1948년 3월 28일 (77세) | 방돔 공작 에마누엘과 결혼, 슬하 1남 3녀    |
|      | 조세핀 마리               | 1870년 11월 30일 | 1871년 1월 18일        | 벨기에 공주 앙리에트와 쌍둥이, 요절        |
|      | 벨기에 공주 조세핀 카롤린 | 1872년 10월 18일 | 1958년 1월 6일 (85세)  | 호엔촐레른의 카를 안톤와 결혼, 1남 3녀     |
|      | 알베르 1세                | 1875년 4월 8일   | 1934년 2월 17일 (38세) | 바이에른의 엘리자베트와 결혼, 슬하 2남 1녀 |